# Peter Terium

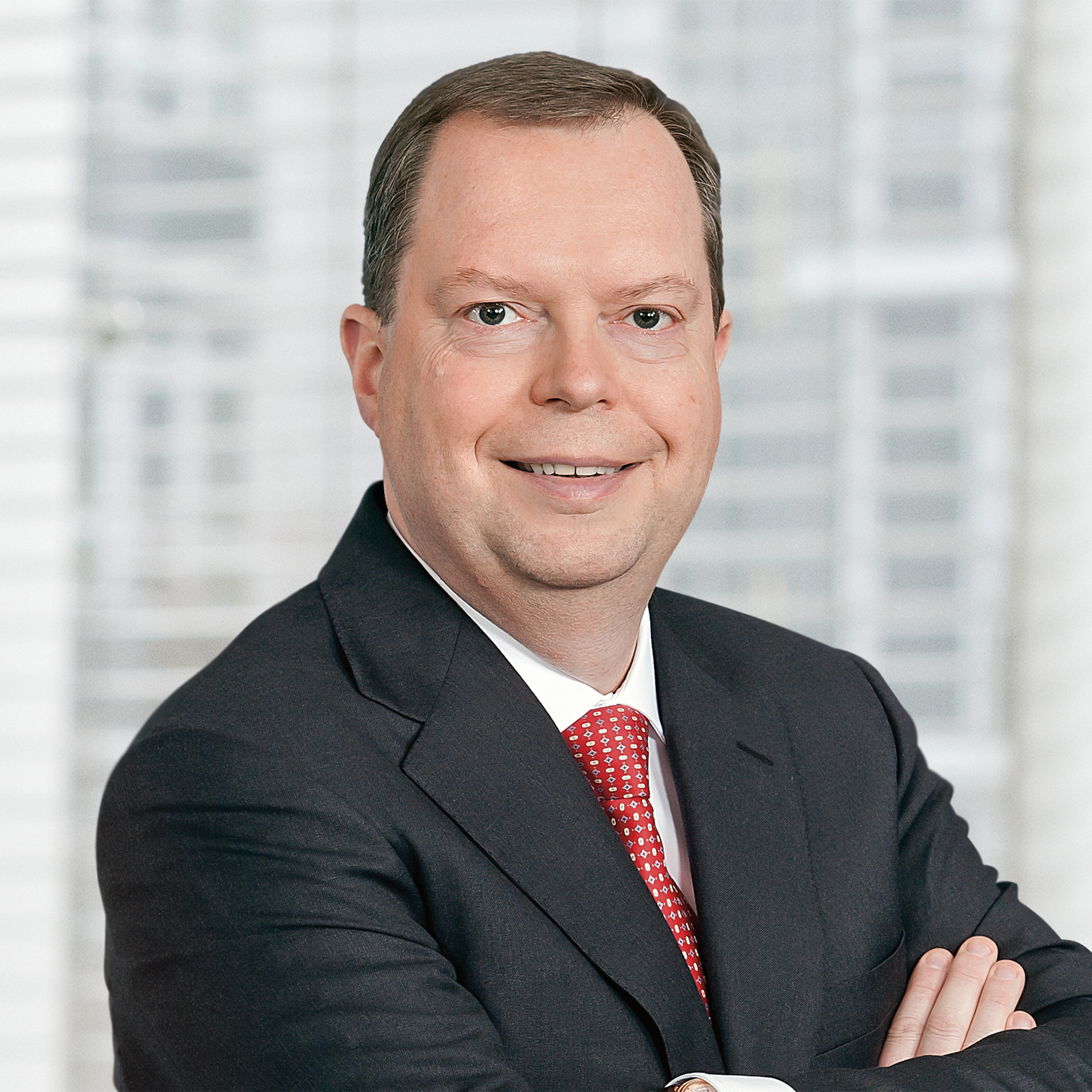
Peter Terium (2012)

Peter Terium (* 26. September 1963 in Nederweert, Niederlande) ist ein niederländischer Manager. Er war vom 1. April 2016 bis zum 19. Dezember 2017 Vorstandsvorsitzender der Innogy SE, einer Tochtergesellschaft der RWE AG. Davor war er ab 1. Juli 2012 bis Oktober 2016 Vorstandsvorsitzender der RWE AG.

## Leben
Peter Terium ist ausgebildeter Buch- und Steuerprüfer. Nach Tätigkeiten für das niederländische Finanzministerium arbeitete er ab 1985 bei KPMG in den Niederlanden. 1990 wechselte er zu Schmalbach-Lubeca.
Seit 2003 war Terium in verschiedenen Positionen bei der RWE AG tätig, zunächst als Leiter des Konzerncontrollings, später als Vorstandsvorsitzender verschiedener Tochterfirmen. Nach dem Kauf von Essent durch RWE 2009 wechselte er in den Vorstand dieses Unternehmens und war von Oktober 2009 bis Ende 2011 dort Chief Executive Officer (CEO).
Am 8. August 2011 gab die RWE AG bekannt, dass Terium zum 1. September 2011 stellvertretender Vorstandsvorsitzender und zum 1. Juli 2012 Vorstandsvorsitzender des Konzerns wird. Als Vorstandsvorsitzender folgte er auf Jürgen Großmann. Der Ernennung Teriums war ein Streit innerhalb des Aufsichtsrats vorausgegangen. Die kommunalen Anteilseigner RWEs sollen Rolf Martin Schmitz als Vorstandsvorsitzenden präferiert haben, mehrere Aufsichtsräte sollen mit Rücktritt gedroht haben, wenn Terium nicht ernannt würde. Schließlich einigte man sich auf eine Doppelspitze aus Terium und Schmitz, bei der letzterer stellvertretender Vorstandsvorsitzender wurde. Im RWE-Vorstand gab es eine solche Position bis dahin nicht.
Teriums Vertrag als Vorstandsvorsitzender wurde im März 2015 mit Wirkung zum 1. März 2016 vorzeitig um weitere 5 Jahre verlängert.
Zum 1. April 2016 übernahm Terium den Vorstandsvorsitz der neu gegründeten RWE-Tochtergesellschaft Innogy SE. Zunächst führte er die RWE AG in Personalunion weiter; zum 1. Oktober 2016 wurde Rolf Martin Schmitz RWE-Vorstandsvorsitzender.
Am 19. Dezember 2017 schied Terium mit sofortiger Wirkung aus dem Vorstand der Innogy SE aus. Medien schrieben, Terium habe bei privaten Investoren und beim Mutterkonzern RWE stark Vertrauen eingebüßt. Eine Gewinnwarnung der Innogy SE war offenbar Auslöser der Trennung.
Am 29. März 2022 erfolgte in der neuen Planstadt Neom in Saudi-Arabien die Grundsteinlegung für die Anlage der NEOM Green Hydrogen Company zur Herstellung von grünem Wasserstoff und Ammoniak. Die Leitung des Projektes, für dessen Realisierung 5 Milliarden US-Dollar veranschlagt sind, hat Peter Terium.

## Positionen
Mitte Juni 2012 kündigte Terium an, dass RWE alle Überlegungen zum Bau neuer Atomkraftwerke im Ausland aufgibt: 

„Wir werden nicht mehr in neue Kernkraftwerke investieren. […] Das finanzielle Risiko und die Rahmenbedingungen für Kernkraftwerke können wir uns nicht mehr leisten.“

Das gelte generell und nicht nur in Großbritannien, wo RWE und E.ON ihre AKW-Pläne im März 2012 aufgaben (siehe Horizon Nuclear Power).
 

Terium sagte am 14. August 2012, RWE steige „aus Überzeugung“ aus der Kernenergie aus. Anlässlich der Koalitionsverhandlungen zwischen Union und SPD wies Terium im Oktober 2013 auf die Unrentabilität vieler konventioneller (= fossiler) Kraftwerke hin:

„30 bis 40 Prozent der Anlagen schreiben Verluste […] Die Erträge reichen nicht, um unsere Schulden zu bedienen. Um es klar zu sagen: Eine gefährliche Situation.“

Terium forderte, dass Kraftwerke dafür bezahlt werden, dass sie im „Standby“ bereitstehen, um möglicherweise auftretende Stromengpässe zu vermeiden. Kritiker bezweifelten die behauptete Blackout-Gefahr.